# ポルシェ・935
ポルシェ・935（Porsche 935）はポルシェが製作したレーシングカーである。デビューは1976年。 
2018年に2代目としての限定市販車が発表され、2019年よりデリバリーされた。 

## 概要
国際自動車連盟（FIA）のグループ5（シルエットフォーミュラ）規定に合わせ開発されたマシンである。
1970年代初頭、917がマニュファクチュアラーズ選手権で猛威を振るったことから、5リットルスポーツのカテゴリーが成立しなくなり締め出されることになった。そこでアメリカのカナディアン-アメリカン・チャレンジカップに参戦したが、5リットルのDOHCエンジンではアメリカ製の8リットルOHVエンジンに対抗できなかった。ポルシェは当初7.2リットル水平対向16気筒エンジンで対抗しようとしたが重量が嵩んで戦闘力がなく、ターボチャージャーを進化させる方針に切り替えた。この方針は成功し、1972年にはアメリカ製のV8エンジンでは対抗できないレベルに達した。ここで取得したターボチャージャーのノウハウをヨーロッパに持ち帰るべく911ターボを商品化し、同車を元にグループ5のレーシングカーとして開発されたのが935である。
935は世界メーカー選手権、IMSA GT選手権、およびドイツレーシングカー選手権（DRM）を含む様々な選手権に出走したが、どのレースでも935に対抗可能な車は存在しない強力なマシンであった。カスタマーモデルとして非常に有用であったため、どのレースでも最低5台は935が出場している状況だった。 
巨大なターボチャージャーは機械式燃料噴射装置との組み合わせで約600馬力のパワーを発生し、アクセルオフ時にはウェイストゲートバルブからアフターファイアーを出すなど、モディファイされたボディとも相まって観客を魅了した。ポルシェは一部の例外を除いてレーシングモデルであっても市販するスタイルを取っており、935も市販されプライベートチームが購入しレースにエントリーした。また、一部の有力プライベーターは930や911を改造し、ファクトリー供給のパーツと組み合わせて独自の935を作り出していた。

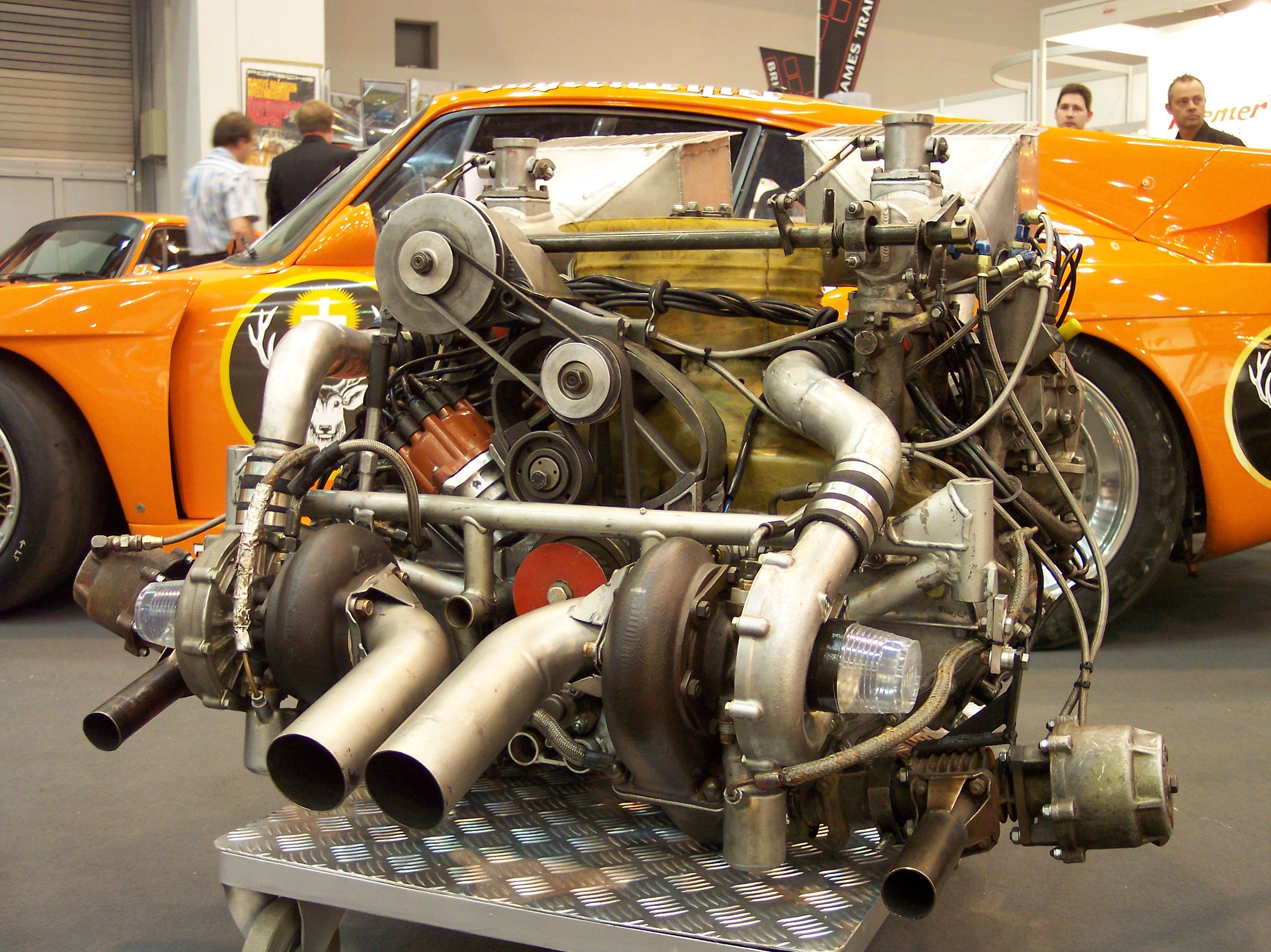
935のターボエンジン

## ワークス

### 935/76
1976年、ジャッキー・イクスとヨッヘン・マスのペアで1台、ロルフ・シュトメレンとマンフレッド・シュルティでもう1台出場し、FIA世界選手権大会でマルティーニがワークスチームを支援した。 

#### ボディ
シルエット規格として知られるグループ5のレギュレーションでは市販車の形状を（できるかぎり）残すことを念頭に規格が成されており、ドアパネルを含むコクピット周囲、ボンネット、ホイールアーチラインの変更は許可されていない。それ以外のボディーパネルの形状、材質変更は自由とされた。そのため935においても巨大なチンスポイラー、オーバーフェンダー、リアウイングはFRP製の大型なものとなった。これらの空力付加物は前面投影面積内に収まることが義務付けられていたので、1976年型935のリアウイングは一見して奇妙な二段構成となっている。
当初ポルシェの計画ではポルシェ930からの流用で、ホイールベースを広げた短距離競走バージョンと空力重視の高速バージョンの2種の935を走らせる予定であった。935試作モデルでは1974年型カレラRSRターボを模したようなボディシルエットであったが、空力特性向上のためシーズン当初からローノーズ（フラットノーズ）化され、ヘッドライトはフロントチンスポイラーに移された。911シリーズのヘッドライトはフロントフェンダー上側に取り付けられておりフロントフェンダーの形状変更は可能であることからこの手法はレギュレーション違反には問われなかった。グループ5規定の精神に則さないと自主的にベース車両と同形状に戻され数戦走行しているが、シーズン中盤になるとライバルメーカーの猛追をかわすべく再びローノーズ化され、以後はこのローノーズ形状が935のスタンダードとなり後継モデルも継承している。
巨大なターボパワーを受け止めるためにリアタイヤは大型化し、リアオーバーフェンダーも大型化されたが、これも1974年型カレラRSRターボと同形状のオーバーフェンダーであった。しかしシーズン序盤でこの部分の大幅な変更が余儀なくされた。ベース車両となった930ターボに倣ってエンジン後上部リアウイング支持部を兼ねるエンジンカバー内に空冷式インタークーラーを設置しており、それは当初合法と判断されていたが、レギュレーションの解釈の違いにより後になって「空力付加物内へのエンジンおよび付随パーツの設置はできない」というレギュレーション違反を問われ、エンジンカバー内（ウイング支持部）を空洞化する目的から水冷式インタークーラーへの置き換えが行われた。このインタークーラー用水冷ラジエーターはリアタイヤ前に設置することになりリアフェンダーは前方に拡張が行われた。空力付加物内は空洞である必要性からリアフェンダーの開口部はただのエアダクトであり、ラジエーター本体はシャーシ側に設置されている。リアフェンダーは後部にも延長され空力特性とダウンフォースの向上に役立っていた。
シャーシからは競技車両として不要な防錆処理や防音材、ウインドウの開閉機能装備が外され、競技車両に必要不可欠とされたコクピット内ロールケージやパイプフレームによるシャーシ補強は当時の常識的装備として935にも採用されている。

#### エンジン
ポルシェ・934と同じくカレラ3.0RSRに搭載されていた排気量2,993cc水平対向6気筒エンジン911/75型をベースにしている。ターボ係数（×1.4）を掛けて4リットルに収まるようボアを3mm細くすることで排気量を2,857ccに縮小、これにターボチャージャーで1.5バール過給し、560馬力を発揮する。重量は970kg。ブースト圧は運転席から変更可能。934ではシングルだった点火装置はデュアル化されている。 

#### サスペンション
レギュレーションによりサスペンション形式の変更はできない。
トーションバーを廃しチタン製可変レートコイルスプリングとなった。リアのアンチロールバーはドライバー席から変更可能で、燃料残量やタイヤ摩耗による姿勢変化に対応できるようになっている。ホイールはフロント16インチ径、リア19インチ径のBBS製マグネシウムホイールを装備。

### 935/77
1977年もファクトリーでは絶えず935の発展改良が続けられた。

#### ボディ
ボディワークの改造の自由度に目を付けベース車両はそれまでの930ターボから911カレラとされ、これはリアウイングの形状変更に大きく寄与した。このリアウィングの他、ノーズ形状もモディファイし、空力性能を高めている。

#### エンジン
シングルターボから各バンクそれぞれにKKK（Kuhnle Kopp und Kausch）製ターボが取り付けられ、630馬力を発揮する930/78型エンジンになった。ただし無理なパワーアップが祟りヘッドガスケット吹き抜けを何度か経験している。

### 935/2 "ベイビー"
DRMディヴィジョン1（排気量2リットル以上）では935が圧倒的な強さを発揮したため対抗メーカーはことごとく撤退、テレビ局が2リットル以下のディヴィジョン2だけ放映したいと言い出し、これに憤慨したポルシェはディヴィジョン2用にポルシェ935”ベイビー”を製作した。このクラスでもポルシェがBMWやフォードに対して優位にあることを示すために開発された。デビュー戦となる第6戦ノリスリンクはリタイヤとなったが、2戦目となる第8戦ホッケンハイムリンクで優勝することで優位性が示された。この優勝車は現在はポルシェミュージアムに展示されている。 

#### ボディ
エンジンの小型化に合わせて車体の軽量化も行われ、車重は規定重量を下回る715㎏を達成し、不足分はバラストで対応。

#### エンジン
ディヴィジョン2に合致するようエンジンを1,425ccのシングルターボに換装し、インタークーラーも水冷式から空冷式に変更している。

### 935/78 "モビー・ディック"
1978年、さらに後継のバージョン935/78が開発された。

#### ボディ
車体は、ロングノーズとロングテールにより特徴的な外観を持つ。レスドラッグとモアダウンフォースが狙いで、マシンの重心も低下させている。ユーノディエールでは366km/hの最高速度を記録した。またモノコックボディ、コックピットのあるセンター部のみしか使用せず、前後はスペースフレーム化されている。

#### エンジン
最高速度を重視し、排気量を3,211ccに拡大、水冷式の4バルブのシリンダーヘッドに交換され、出力は750馬力（700kW）まで増加した。
ル・マン24時間レースで360km/h以上で走りストレートでは最も速い車でグループ6のポルシェ・936を簡単に追い抜くほどで、フロントとリアのダウンフォースの調整によりポルシェ・917に匹敵する390km/h（240mph）での走行も可能であった。
- 935/76（前期型）
- 935/77
- 935/77 2.0 "ベイビー"
- 935/78 "モビーディック”
- 935/78 "モビーディック”

## カスタマー仕様
1977年から、ポルシェはプライベーターに向けて935のカスタマー仕様の供給を開始した。

### 935/77A カスタマー
最初の935カスタマー仕様は77年シーズン向けに13台が製作され、主にヨーロッパ、アメリカのカスタマーが購入した。メイクス世界選手権（英: World Championship for Makes, WCM）、DRM、IMSA GTの各選手権で活躍した。WCMではクレマー、ゲロレーシング、ジョリークラブによりエントリーされた。

### 935/78 カスタマー
78年シーズン用に新たに15台のカスタマー仕様が製作された。ワークス仕様に準じてツインターボ化され、サスペンションにも改良が加えられた。

### 935/79
1979年にはアメリカ向けに7台の935/79がデリバリーされた。これらはモビーディックのようにギヤボックスが上下反転して装備され、ブレーキもワークスと同等のものが備わっていた。さらに1980年にはゲロレーシングに1台の935/80が供給された。
- 935/77A カスタマー
- 935/77A カスタマー
- 935/78 カスタマー
- 935/79

## クレマーK1、K2、K3、K4
935はデビューの1976年シーズンはワークスのみが使用し、プライベーターには供給されなかった。そこでクレマー・レーシングは独自に935K1を開発しWCMに参戦した。クレマーはプライベーターに935が供給されるようになった1977年以降も、自らの手で935を開発しモディファイを重ねていった。

### 935 K1
クレマーが1976年に開発した最初の935で、カレラRSKをベースモデルとして製作された。外観はワークス製935のコピーで、ワークスからパーツの提供を受けていた。ルマン24時間で破損後、フラットノーズにモディファイされた。

### 935 K2
クレマー・レーシングがDRMのために1977年に開発した車両が935 K2である。排気量が2.85Lから3Lへ拡大され、高出力化が図られた。さらにグラスファイバー製のボディパーツを採用することで軽量化され、空力の改善も行われた。

### 935 K3
クレマーは1979年シーズン用に935 K3を開発した。K3はモノコック・シェルを除く前後をスペースフレーム化し。ボディ剛性を向上させた。またインタークーラーが水冷から空冷に変更されたことで冷却効率が高められ、軽量化にも貢献した。その他にもトランスミッションを天地逆に搭載し低重心化を図り、独自の空力ボディを装備するなど多くの改良が加えられた。エンジンは耐久レース用である3Lと中短距離レース用である3.2Lの2種類が用意されており、約800馬力を発揮した。
K3はクレマーにより1979年のルマン24時間での総合優勝など好成績を残したため、プライベーターから注文が殺到し、翌年以降ヨーロッパ、アメリカなどで多くのK3が活躍した。また1980年にはリアサスペンション、燃料噴射系を改良した935 K3/80を開発・製作した。

### 935 K4
DRMでのライバルであるフォード・カプリターボに対抗するため、クレマーレーシングは1981年途中にスペースフレーム化したシャシーに、3.2リッターエンジンを装備した935 K4を投入した。右回りのコースが多いDRMで優位に立つため右ハンドル仕様に変更されていた。
- 935 K1
- 935 K2
- 935 K3
- 935 K3
- 935 K3/80

## クレマー以外のプライベーター
クレマー以外にも多くのプライベーターがオリジナルマシンを開発し、レースに出走させた。ヨースト・レーシングは935 Jと935/78-81の2台の935を開発した。ワークスの935/77に酷似した外観を持つ935Jは、1980年にデビューし、同年のデイトナ24時間で優勝を果たした。1981年デビューの935/78-81はワークスの935/78 モビーディックのレプリカで、ヨーストがDRM使用後ジャンピエロ・モレッティに売却。2台めの935/78-81はジョン・フィッツ・パトリックが購入した。
935は80年代初頭のIMSA GTXで圧倒的な成績を上げていたため、複数のアメリカのチームが改良型935を開発した。ジョン・ポール親子はJLP-1、JLP-2、JLP-3、JLP-4と4台の935を製作。アンディアルも2台の935 Lを開発。2台目の935 Lはヨーストの935/78-81と同様モビーディックのレプリカである。またボブ・エイキンも複数の935を開発。そのうち935/84は最後の935として知られている。
- 935 J
- 935/78-81
- 935 JLP-3
- 935 JLP-4
- 935/84
- 935/84

## 2代目（2019年）

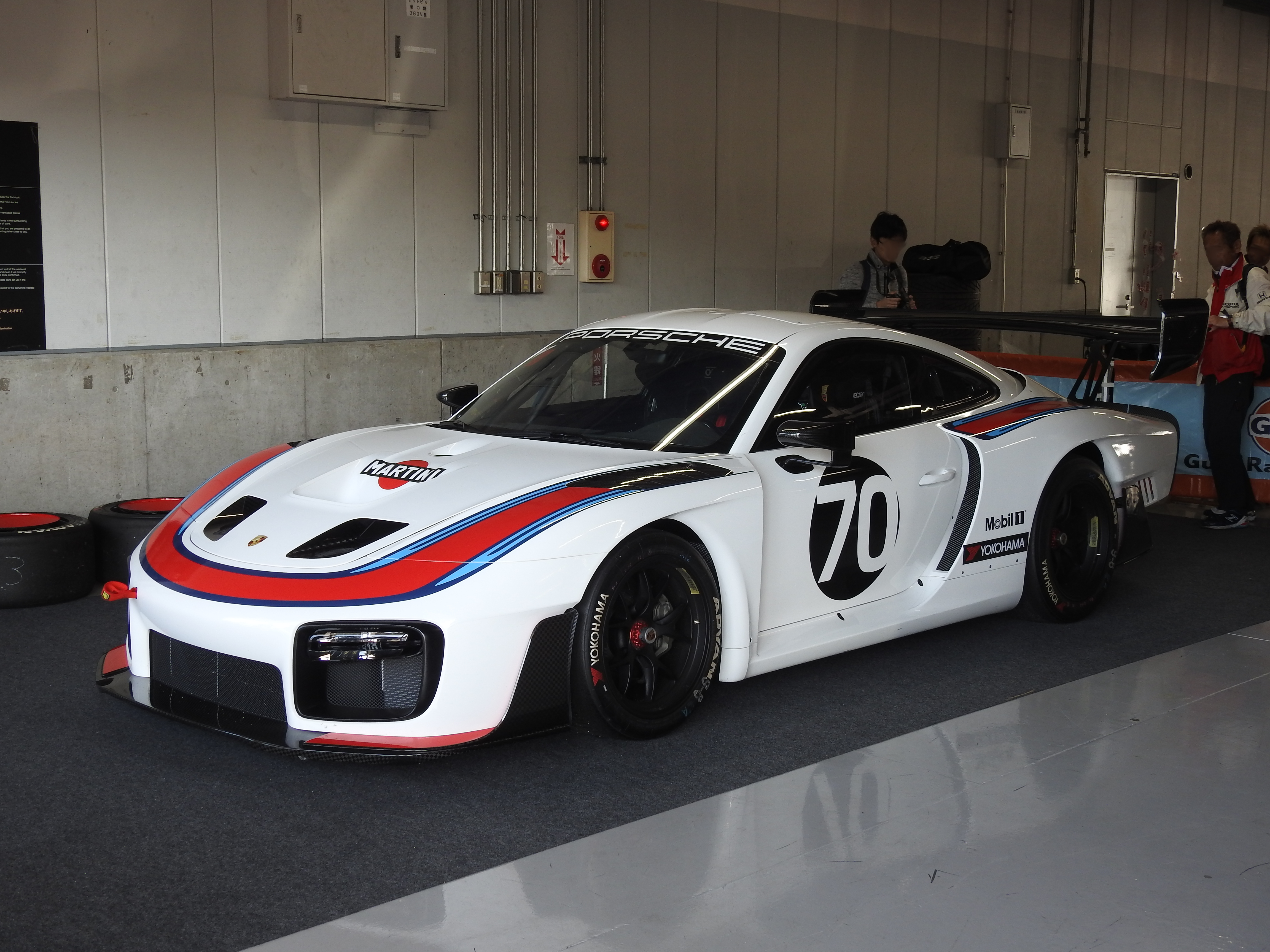
2018年型の935　2019年Suzuka Sound of Engineにて

2018年9月27日、ラグナ・セカで行われたポルシェ・レンスポルト・レユニオンで「911 GT2 RS」をベースモデルに77台限定生産の形で復活がワールドプレミアされ、2019年よりデリバリーされた。今回はレース参戦を目的としたモデルではないため、デザインは935/78をベースとしつつも「ルールに縛られず、開発には自由があった」とのこと。エンジンもベースモデルと同じ3.8リッター水平6気筒ツインターボが搭載される。

## レース戦績
デビューイヤーの1976年から1984年までにル・マン24時間レース、デイトナ24時間レース、セブリング12時間レース、シルバーストーン6時間レースを含む150以上のレースで勝利を収めた。また1977年と1979年のDRMで不敗であり、IMSA GTXのクラス優勝、ニュルブルクリンク1000km耐久レースでの勝利も獲得している。 また1976年から1979年までFIAワールドチャンピオンシップの優勝をポルシェにもたらした。
1979年のル・マン24時間レースではワークスのポルシェ・936が全車リタイアし、クレマー・レーシングのクラウス・ルートヴィッヒ/ビル・ウィッティントン/ドン・ウィッティントン組の935 K3（グループ5）がプロトタイプカーにも打ち勝ち総合優勝。この時の2位もディック・バブアー・レーシングからロルフ・シュトメレン/ポール・ニューマン/ディック・バブアーがドライブしたファクトリースペックの935/77A（IMSA-GTX）、3位もクレマー・レーシングの935/77A（グループ5）だった。

## 日本での人気
レースにおける活躍とほぼ同時期に「スーパーカーブーム」が巻き起こった日本において、その人気の中心の1つとなったポルシェを代表するレーシングカーであることから、多くのラジコンやプラモデル、スーパーカー消しゴムの題材となった。当時から人気だったカラーリングは「1976年型・フラットノーズにマルティニカラー」で、前述の2019年型もマルティニカラーでお披露目されるなど、「935＝マルティニ」をイメージする人も少なくない。現在も当時のプラモデルの再発売や新製品が発売されるなど、935は世界的にも人気の高いレーシングカーのひとつとなっている。